# Emanuel Newton
Emanuel Issac Newton (ur. 2 stycznia 1984 w Inglewood) – amerykański zawodnik mieszanych sztuk walki (MMA), mistrz Bellator MMA w wadze półciężkiej w latach 2014–2015.

## Kariera MMA
W MMA zadebiutował 15 listopada 2003 na gali w Monterrey, przegrywając z Brianem Ebersolem. W latach 2004–2008 walczył na galach m.in. World Extreme Cagefighting, King of the Cage, International Fight League, Gladiator Challange oraz Maximum Fighting Championship, zdobywając pasy mistrzowskie dwóch ostatnich. Po zwycięstwie nad Jamesem McSweeney (listopad 2011) podpisał kontrakt z Bellator MMA. W debiucie dla nowej organizacji wystartował w turnieju wagi półciężkiej, w którym doszedł do półfinału (przegrywając w nim z Attilą Véghiem niejednogłośnie na punkty).
Na początku 2013 wziął udział w kolejnym turnieju, który ostatecznie wygrał, pokonując trzech rywali (m.in. nokautując faworyta Muhammeda Lawala w półfinale). 2 listopada 2013 zmierzył się o tymczasowe mistrzostwo Bellatora z Lawalem, którego wcześniej pokonał. W rewanżu lepszy był ponownie Newton, który wypunktował Lawala na pełnym dystansie pojedynku. 21 marca 2014 zmierzył się w rewanżu z ówczesnym mistrzem wagi półciężkiej Słowakiem Attilą Véghiem. Newton zrewanżował się za porażkę z lipca 2012 wygrywając ze Słowakiem na punkty i odbierając mu pas mistrzowski. Pasa mistrza wagi półciężkiej bronił dwukrotnie, najpierw 12 września 2014, nokautując ciosem obrotowym pięścią Joeya Beltrana, a 24 października tego samego roku, poddał duszeniem zza pleców Brytyjczyka Lintona Vassella. Tytuł stracił na rzecz Liama McGeary'ego, 27 lutego 2015 na gali Bellator 134. Oprócz straty pasa, Newton negatywnie przeszedł testy antydopingowe, gdyż w jego organizmie wykryto substancję THC (marihuana).
29 września 2015 na gali Bellator MMA: Dynamite (organizowaną wspólnie z GLORY), wziął udział w turnieju wagi półciężkiej, lecz odpadł z niego już w ćwierćfinale, ulegając Philowi Davisowi przez poddanie (dźwignia na rękę - kimura).
Trzecią porażkę z rzędu zadał mu Vassell, rewanżując mu się 19 lutego 2016 na gali Bellator 149. Zwycięską niemoc przełamał 9 kwietnia 2016 poddając Matta Bakera, na gali Fight Night w Alberta. Od sierpnia 2016 walczy głównie w Rosji, przegrywając tamże trzy pojedynki.

## Osiągnięcia
Mieszane sztuki walki:
- 2006–2007: mistrz Gladiator Challenge w wadze półciężkiej
- 2008–2009: mistrz Maximum Fighting Championship w wadze półciężkiej
- 2012: Bellator 2012 Summer Series Light Heavyweight Tournament – półfinalista turnieju wagi półciężkiej
- 2013: Bellator Season Eight Light Heavyweight Tournament – 1. miejsce w turnieju wagi półciężkiej
- 2013–2014: tymczasowy mistrz Bellator MMA w wadze półciężkiej
- 2014–2015: mistrz Bellator MMA w wadze półciężkiej
- 2016: mistrz ZP Fight Night w wadze półciężkiej[8]